# جان برانگر
جان برانگر (انگلیسی: Johan Branger؛ زادهٔ ۵ ژوئیهٔ ۱۹۹۳) بازیکن فوتبال اهل فرانسه است.
از باشگاه‌هایی که در آن بازی کرده‌است می‌توان به باشگاه فوتبال اولدهام اتلتیک اشاره کرد.
وی همچنین در تیم ملی فوتبال گابن بازی کرده‌است.